# ウォルトン家
ウォルトン家（Walton family）は、世界最大の小売業者ウォルマートの創業者サム・ウォルトンを始めとする世界で最も裕福な家の一つ。一族の資産の大部分はサム・ウォルトンとその弟であるバッド・ウォルトンが創設したウォルマートに由来しており、総資産は2018年5月末時点で約1,749億ドルに達する。
。

## ウォルトン家の富
現在、ウォルトン家の富は以下のように分かれている。
- ジム・ウォルトン： 484億ドル[2]
- ロブ・ウォルトン： 482億ドル[3]
- アリス・ウォルトン： 481億ドル[4]
- ルーカス・ウォルトン（英語版）： 156億ドル[5]
- アン・ウォルトン・クロエンケ： 66億ドル[6]
- クリスティ・ウォルトン： 67億ドル[7]
- ナンシー・ウォルトン・ローリー（英語版）： 57億ドル[8]

『サンデー・タイムズ』によると、2018年5月時点でウォルトン家全体の富は1,749億ドルに達しており、世界で最も裕福な家族である。

## 主なメンバー
- サム・ウォルトン（1918年 - 1992年） - ウォルマート、サムズ・クラブ創業者。
- ヘレン・ウォルトン（1919年 - 2007年） - サム・ウォルトンの妻。
- バッド・ウォルトン（1921年 - 1995年） - サム・ウォルトンの弟でウォルマート共同創業者。
- ロブ・ウォルトン（1944年 - ） - ウォルマート前会長。
- ジョン・T・ウォルトン（英語版）（1946年 - 2005年） - True North Partners元会長、2005年飛行機墜落事故により死去。
- ジム・ウォルトン（1948年 - ） - アーヴェスト銀行会長、ウォルマート取締役。
- アリス・ウォルトン（1949年 - ） - エーモン・カーター美術館理事。
- アン・ウォルトン・クロエンケ（1948年 - ） - バッド・ウォルトンの娘。スタン・クロエンケの妻。
- クリスティ・ウォルトン（1949年 - ） - ジョン・T・ウォルトン未亡人。
- ナンシー・ウォルトン・ローリー（英語版） - バッド・ウォルトンの娘。
- ルーカス・ウォルトン（英語版）（1986年 - ） - ジョン・T・ウォルトンの長男。